# محطة قطار دونكاستر
محطة قطار دونكاستر (بالإنجليزية: Doncaster railway station)‏‏ هي محطة قطار في دونكاستر في المملكة المتحدة، تُشغلها قطارات إيست ميدلاند. افتُتحت هذه المحطة في 1848، ويبلغ عدد مسارات أرصفتها 8.